# 설아
설아(본명: 김현정, 1994년 12월 24일 ~ )는 대한민국의 가수이다. 걸 그룹 우주소녀의 리드보컬을 맡고 있다.

## 학력
- 한국예술고등학교 음악과 (졸업)
- 세종사이버대학교 실용음악과 (재학)

## 음반 목록

### 디지털 싱글
- 2024년 1월 23일 《INSIDE OUT》

## 음반 외 목록

### TV
- 2018년 MBC 미스터리 음악쇼 복면가왕 - 가왕? 별들에게 물어봐~ 첨성대 (참가자)

### 라디오
- KBS 쿨FM STATION Z 우정이 깊어지는 밤 (2023년 4월 4일 ~ ) -  매주 화요일

### 유튜브
- 2021년 유튜브 금일드라마 《러브 인 블랙홀》 - 심은하 역

### 영화
- 2014년 《레디액션 청춘》 - 주희 역
- 2022년 《서울》 - 또앙 역

### O.S.T
- 2018년 김비서가 왜 그럴까 OST Part.1 - Love Virus (With. 기현)

### 피처링
- "다시 겨울" (2011, 스토리지)